# Friedrich Franz Sackenheim
Friedrich Franz „FriFra“ Sackenheim (* 18. Oktober 1926 in Frankfurt am Main; † 24. Januar 2011 in Berlin) war ein deutscher Journalist, langjährige Chefredakteur und stellvertretende Programmdirektor des hr-Hörfunks.

## Leben
Friedrich Franz Sackenheim, Sohn von Helma Sackenheim, geborene Roth, und des Chemikers Franz Walter Sackenheim, beantragte am 9. Februar 1944 die Aufnahme in die NSDAP und wurde zum 20. April desselben Jahres aufgenommen (Mitgliedsnummer 10.109.648). Er begann im Jahre 1946 nach der Entlassung aus der Kriegsgefangenschaft als freier Mitarbeiter bei Jugendzeitschriften sowie beim Rundfunk. 1949 kam er als Zeitungsvolontär zum Berliner Telegraf und blieb als Redakteur in Berlin.
1957 wechselte er als Rundfunkredakteur zum Hessischen Rundfunk und wurde bereits 1958 zum Chef vom Dienst bei der Hessenrundschau, später Abteilungsleiter. Von 1962 bis 1971 war er stellvertretender Chefredakteur und Leiter Nachrichten. Ab 1971 bis zu seinem Ruhestand im Jahr 1991 Chefredakteur und Vertreter des Programmdirektors Hörfunk des Hessischen Rundfunks. Während seiner Amtszeit als Chefredakteur wurde die Welle hr4 gegründet, die rasch mit volkstümlicher Musik und regionaler Berichterstattung populär wurde. Ferner wurde während seiner Amtszeit an der Frankfurter Wertpapierbörse ein Studio zur Live-Berichterstattung eingerichtet.

Als „politischer Kopf“ leitete Sackenheim seine Hauptabteilung (Nachrichten, Politik, Wirtschaft, Sport) mit großem Engagement. Er kümmerte sich um eine angemessene Vertretung des hr im weltweiten ARD-Korrespondentennetz und pflegte die Kontakte zur Politik in Wiesbaden und Bonn. Bundesweit bekannt war er auch als entschiedener Streiter für den öffentlich-rechtlichen Rundfunk.
Am 1. Oktober 1949 ist Friedrich Franz Sackenheim in den Verband der Berufsjournalisten in Hessen (heute DJV Hessen) eingetreten. 1959 war Sackenheim einer der Gründer der Walter-Kolb-Stiftung zur Förderung des Zweiten Bildungsweges durch die Vergabe von Stipendien. Zwischen 1963 und 1981 gehörte er als Beisitzer dem Vorstand des Verbandes an, der mittlerweile hessischer Journalisten-Verband (hjv) hieß. Sackenheim war für den hjv von 1976 bis 1981 Mitglied des Deutschen Presserates. Von 1981 bis 1985 war Sackenheim als Beisitzer Mitglied im Bundesvorstand des Deutschen Journalisten-Verbandes (DJV). Ebenfalls war er seit 1981 Vorsitzer des DJV-Bundesfachausschuss Rundfunk. In dieser Funktion verteidigte er zäh bei aller Kritik im Einzelnen die dominierende Funktion des öffentlich-rechtlichen Rundfunk- und Fernsehsystems. Mit seinen Warnungen vor den Gefahren des Privatfernsehens hat er nur allzu recht bekommen. Für sein Engagement um die gewerkschaftliche Arbeit und den Journalismus wurde er im November 1995 zum Ehrenmitglied des DJV und am 12. Juli 1997 zum Ehrenmitglied des hjv ernannt. Der Vorsitzende des DJV-Landesverbandes Hessen, Hans-Ulrich Heuser, bezeichneten Sackenheim als „Vollblut-Gewerkschafter“, weil er auch als hr-Chefredakteur immer die Probleme der Kollegen im Auge hatte. Auch wenn er zuletzt gesundheitlich nicht immer fit war, so unternahm er doch viele Anstrengungen, um bei großen Veranstaltungen oder den Landes- und Bundesverbandstagen immer dabei zu sein.
Er sei „ein Mann des Wortes mit Witz und Charme“ schrieb die Rhein-Main-Zeitung (FAZ) über „FriFra“ anlässlich eines Empfangs im Frankfurter Römer mit der Oberbürgermeisterin Petra Roth (CDU). Sie würdigte aber nicht nur dessen Esprit, sondern sagte über den Sozialdemokraten: „Ich habe viel von ihm gelernt“. Sackenheim war lange in der Frankfurter Kommunalpolitik aktiv: 33 Jahre als Stadtverordneter und Stadtrat. Bei seiner Dankesrede für die Ehrenplakette der Stadt Frankfurt am Main teilte er auch Warnungen und Seitenhiebe aus:

„Ohne den Standortfaktor Kultur wird die Stadt des Euros kalt und grau.“

Friedrich Franz Sackenheit hatte 1951 Ursula Neudeck geheiratet. Er starb am 24. Januar 2011 im Alter von 84 Jahren in Berlin.

## Ehrungen und Auszeichnungen
- 1995 Ehrenmitglied des Deutschen Journalistenverbandes[4]
- 1997 Ehrenmitglied des hessischen Journalisten-Verband (heute DJV Hessen)[4]
- 2009 Ehrenplakette der Stadt Frankfurt am Main[9]